# 유상엽
유상엽(1981년 5월 25일 ~ )은 대한민국의 희극인이다.

## 방송 활동
- MBC 《꿀단지》
- MBC 《일요일 일요일 밤에 - 뜨거운 형제들》
- MBC 《개그야》
- tvn 《코미디빅리그  시즌 3》
- MBC 《코미디에 빠지다》
  - 〈초고령화 시대〉
- MBC 《코미디의 길》
- SBS 《웃음을 찾는 사람들》
  - 〈만수랑 무강이랑〉
  - 〈내 친구는 대통령〉
  - 〈창작의 고통〉